# Бондаренко Іван Павлович
Іван Павлович Бондаренко   (12 листопада 1924 року, с. Мороча, Білопільського району,  Сумської області, СРСР - 13 червня 2006 року, Харків, Україна)– український лікар, терапевт, кардіолог ,педагог, викладач.  Доктор медичних наук (1978), професор (1980). 

## Життєпис
В 1947 році вступив на лікувальний факультет Харківського медичного інституту (ХМІ), який закінчив 1952 року. Працював лікарем (1953–59). Аспірант кафедри факультетської терапії ХМІ (1959 -1962 р.р), з 1963 року- асистент кафедри. 1963 року захистив кандидатську дисертацію " Значение комплексного лечения атеросклероза никотиновой кислотой и магнезиальными солями". 1954-55 р.р працював у Монголії. 
З 1967 року працював на кафедрі факультетської та госпітальної терапії санітарно-гігієнічного і педіатричного факультетів ХМІ поруч з відомим клініцистом Дубинським А.А. З 1977 по 1988 рік - завідувач цієї ж кафедри. У 1978 році захистив докторську дисертацію за темою «Влияние анаболических стероидов на хроническую недостаточность кровообращения атеросклеротического генеза».
На кафедрі постійно впроваджувались новітні методи діагностики серцево-судинної патології, удосконалювались  медикаментозні (антиоксиданти, репаративні засоби, анаболічні препарати) та немедикаментозні (лазеротерапія, кріотерапія, плазмоферез)  на додаток до традиційних підходів до її лікування
Від 1991 року професор-консультант поліклініки Інституту терапії АМН України (Харків)  . 
Автор понад 90 наукових робіт, під його керівництвом виконані 3 кандидатські дисертації
Голова товариства кардіологів Харківського медичного товариства.
Учасник  ІІ Світової війни, мав бойові нагороди «Орден Слави ІІІ ступеня», орден Полярной звезды (Монголія), медалі «За визволення Варшави»,   «За взяття́ Берлі́на»,  «За перемо́гу над Німе́ччиною у Вели́кій Вітчизня́ній війні́ 1941—1945 рр.».
Помер 2006 року, похований у Харкові

## Наукові напрямки
- Питання патології серцево-судинної системи,
- Раннє виявлення ішемічної хвороби серця, лікування її хронічних форм, порушень серцевого ритму, хронічної недостатності кровообігу
- Діагностика і лікування захворювань сполучної тканини

## Наукові  праці
- Малая Л.Т., Бондаренко И.П. Информация о І Учредительной всесоюзной кардиологической конференции и XIV научной сессии Института терапии АМН СССР // Бюллетень ХНМО. С.250-251
- Бондаренко И.П Коррекция гемодинамических и метаболических нарушений у больных ишемической болезнью сердца // Врачебное  дело. 1988. № 3;
- Бондаренко И.П Анализ распространенности хронических неинфекционных заболеваний среди работников промышленных предприятий // Врачебное дело.  1991. № 12 (співавтор);
- Бондаренко И.П Полисерозит как осложнение саркомы сердца // Врачебное  дело. 1992. № 4;
- Бондаренко И.П., Ляшенко М.М.,Чирков С.Н.,Ермакович И.И. Сравнительная оценка антиангинального действия валидола промышленного и непромышленного изготовления при нейроциркуляторной дистонии и стенокардии // Врачебное дело.-1996.-N3-4.-С.110-113.
- Бондаренко И.П., Чернышов В.А.,Ермакович И.И.,Артан М. Применение ингибиторов ангиотензинпревращающего фермента при остром инфаркте миокарда  // Украiнський кардiологiчний журнал.-2000.-N3.-С.27-29.
- Малая Л.Т., Бондаренко И.П., Милославский Д.К., Серик С.А. Общество терапевтов и кардиологов. 140-летие Харьковского медицинского общества (1861-2001): Сборник очерков и статей по истории деятельности.-Х., 2002.-С.25-28.

## Нагороди
- орден Слави ІІІ ступеня
- орден Полярной звезды (Монголія)

## Родина
Донька персоналії доктор медичних наук (1999), старший науковий співробітник, лікар-кардіолог Єрмакович Ірина Іванівна (1956) .